# Oculicosa supermirabilis
Genre
Espèce
Oculicosa supermirabilis, unique représentant du genre Oculicosa, est une espèce d'araignées aranéomorphes de la famille des Lycosidae.

## Distribution
Cette espèce se rencontre au Kazakhstan, en Ouzbékistan et au Turkménistan.

## Description
Les mâles mesurent de 12,0 à 13,8 mm et les femelles de 15,0 à 20,2 mm.

## Publication originale
- Zyuzin, 1993 : Studies on the wolf spiders (Araneae: Lycosidae). I. A new genus and species from Kazakhstan, with comments on the Lycosinae. Memoirs of the Queensland Museum, vol. 33, p. 693-700 (texte intégral).